# Iberostar
El Grup Iberostar és un conjunt d'empreses dedicades al sector turístic amb seu a Palma. El grup fou fundat el 1986 per la Família Fluxà. Actualment la seva secció hotelera, Iberostar Hotels & Resorts, compta amb més de 100 hotels en 15 països diferents.
Juntament amb Barceló, Sol Melià i Riu Hotels forma part de les quatre grans cadenes hoteleres balears. L'actual president i propietari és Miquel Fluxà Rosselló, germà del president de Camper, Llorenç Fluxà Rosselló i del president de Lotusse Antoni Fluxà Rosselló. Tots tres són fills de Llorenç Fluxà Figuerola, que dinamitzà i diversificà l'empresa sabatera fundada pel seu pare Antoni Fluxà. Forma part de l'Agrupació de Cadenes Hoteleres.